# Montreuil-aux-Lions
Montreuil-aux-Lions é uma comuna francesa na região administrativa de Altos da França, no departamento de Aisne. Estende-se por uma área de 12,99 km². Em 2010 a comuna tinha 1 384 habitantes (densidade: 106,5 hab./km²).